# Samech Yizhar
Yizhar Smilansky ( 27 de setembro de 1916 - 21 de agosto de 2006), foi um escritor israelita.
Usou como pseudónimo o nome S. Yizhar.